# Coupe Davis 1937
La Coupe Davis 1937 est remportée par les États-Unis. Cette édition marque la fin de la domination de la Grande-Bretagne, invaincue depuis quatre ans. Ils perdent en finale contre les américains pour la première fois depuis 1920. Ces derniers signent leur 11e succès dans la compétition, le premier depuis 1926.
Les États-Unis ont pu compter lors de cette campagne sur leur pilier Donald Budge qui remporte l'ensemble de ses 12 matchs dont un simple décisif contre Gottfried von Cramm lors de la finale interzone. Privée de Fred Perry, récemment passé professionnel, l'équipe anglaise est contrainte d'aligner des seconds couteaux pour épauler Bunny Austin, comme le jeune Charles Hare dont c'est la première sélection.
Pour la 3e année consécutive, les allemands Gottfried von Cramm et Henner Henkel disputent et perdent la finale interzone contre les États-Unis (sur le score de 3 à 2).

## Finale
Équipe de Grande-Bretagne : Bunny Austin, Charles Hare, Raymond Tuckey, Frank Wilde - Capitaine : Herbert Barrett
Équipe des États-Unis : Donald Budge, Frank Parker, Gene Mako, Bryan Grant - Capitaine : Walter Pate
| | Grande-Bretagne | 1                            | -  | 4 | États-Unis |    |  |
| --- | --------------- | ---------------------------- | -- | - | ---------- | -- |  |
| Centre Court, Wimbledon sur gazon |                 |                              |    |   |            |    |  |
| du 24 juillet au 27 juillet 1937 |                 |                              |    |   |            |    |  |
| \| 1 \| \| Bunny Austin \| 6 \| 6 \| 7 \| \| \| \| 1 \| \| Frank Parker \| 3 \| 2 \| 5 \| \| \| \| 2 \| \| Charles Hare \| 13 \| 1 \| 2 \| \| \| \| 2 \| \| Donald Budge \| 15 \| 6 \| 6 \| \| \| \| 3 \| \| Raymond Tuckey - Frank Wilde \| 3 \| 5 \| 9 \| 10 \| \| \| 3 \| \| Donald Budge - Gene Mako \| 6 \| 7 \| 7 \| 12 \| \| \| \| \| \| \| \| \| \| \| \| 4 \| \| Charles Hare \| 2 \| 4 \| 2 \| \| \| \| 4 \| \| Frank Parker \| 6 \| 6 \| 6 \| \| \| \| \| \| \| \| \| \| \| \| \| 5 \| \| Bunny Austin \| 6 \| 6 \| 4 \| 3 \| \| \| 5 \| \| Donald Budge \| 8 \| 3 \| 6 \| 6 \| \| \| \| \| \| \| \| \| \| \| |                 |                              |    |   |            |    |  |
| 1 |                 | Bunny Austin                 | 6  | 6 | 7          |    |  |
| 1 |                 | Frank Parker                 | 3  | 2 | 5          |    |  |
| 2 |                 | Charles Hare                 | 13 | 1 | 2          |    |  |
| 2 |                 | Donald Budge                 | 15 | 6 | 6          |    |  |
| 3 |                 | Raymond Tuckey - Frank Wilde | 3  | 5 | 9          | 10 |  |
| 3 |                 | Donald Budge - Gene Mako     | 6  | 7 | 7          | 12 |  |
| |                 |                              |    |   |            |    |  |
| 4 |                 | Charles Hare                 | 2  | 4 | 2          |    |  |
| 4 |                 | Frank Parker                 | 6  | 6 | 6          |    |  |
| |                 |                              |    |   |            |    |  |
| 5 |                 | Bunny Austin                 | 6  | 6 | 4          | 3  |  |
| 5 |                 | Donald Budge                 | 8  | 3 | 6          | 6  |  |
| |                 |                              |    |   |            |    |  |